# Heinenoordtunnel
Le Heinenoordtunnel est un tunnel en Hollande-Méridionale aux Pays-Bas sous la vieille Meuse. Le tunnel relie Hoeksche Waard et l'île IJsselmonde. Son nom vient de la proximité de Heinenoord. Le tunnel a été ouvert le 22 juillet 1969 en remplacement du pont Barendrecht.
Le tunnel comporte deux tubes, à l'origine chacun avait deux voies de circulation et une pour le trafic lent et les cyclistes.
Mais la capacité du tunnel étant trop faible, en 1991, une solution temporaire a été mise en œuvre en ajoutant une voie supplémentaire au détriment de la bande d'arrêt d'urgence.
Un deuxième Heinenoordtunnel a été foré dans les années 1990, il est destiné au trafic lent et inauguré le 16 septembre 1999 par le Prince Willem-Alexander des Pays-Bas.